# Электрозавод

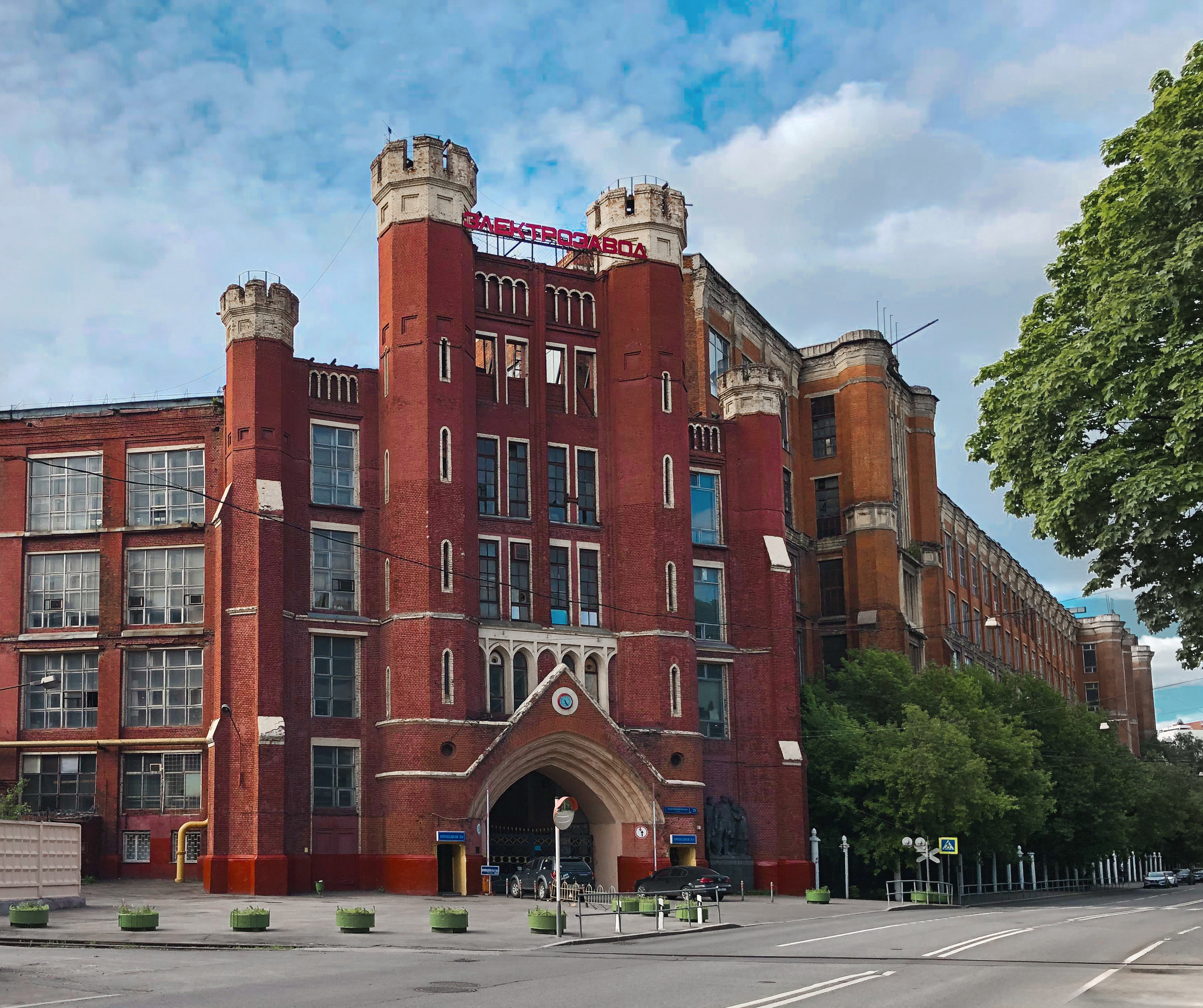
Проходная Электрозавода

«Электрозавод» (полное название АО «Производственный комплекс «Холдинговая компания «Электрозавод»), ранее Московский трансформаторный завод — советский, российский производитель различного трансформаторного и реакторного оборудования в московском районе Преображенское. Унаследовал название располагавшегося здесь с 1928 года Электрозавода (МЭЛЗ), в честь которого также названы станция Электрозаводская, Электрозаводская улица, Электрозаводский мост.
Московский электрозавод основан в 1928 году как предприятие энергомашиностроительной промышленности для обеспечения реализации плана ГОЭЛРО. Первым руководителем завода стал Н.А. Булганин, назначенный в 1927 году. В 1939 году из его состава выделены Московский трансформаторный завод и завод автотракторного электрооборудования (АТЭ-1), оставленные на той же территории.                                                                               
В 1993 году преобразован в многопрофильный холдинг. В 2020 году стал частью АО «Холдинг ERSO» под названием АО «ПК ХК Электрозавод».

## История
- 1928 год — по решению Государственного электротехнического треста (ГЭТ), принятому в конце 1925 года в целях обеспечения выполнения плана ГОЭЛРО, создан Московский Электрозавод. 4 ноября 1928 года состоялся официальный пуск завода при участии Председателя Высшего совета народного хозяйства В. В. Куйбышева и С. М. Будённого[1].
- 1939 год — по решению СНК СССР Московский электрозавод преобразован в Московский электроламповый завод (МЭЛЗ). В отдельные предприятия (на территории завода) выведены Московский трансформаторный завод и завод автотракторного электрооборудования (АТЭ-1).
- 1967 год — Разрабатываются и изготавливаются мощные шунтирующие реакторы на напряжения 400 и 500 кВ для протяжённых ЛЭП энергосистемы; трансформаторы для дуговых сталеплавильных печей; комплектные трансформаторные подстанции.
- 1975 год — Создаётся трансформаторное и реакторное оборудование для первой ЛЭП постоянного тока напряжением 800 кВ Волгоград-Донбасс, а затем для ЛЭП 1500 кВ. Логотип АО «Холдинг ERSO»

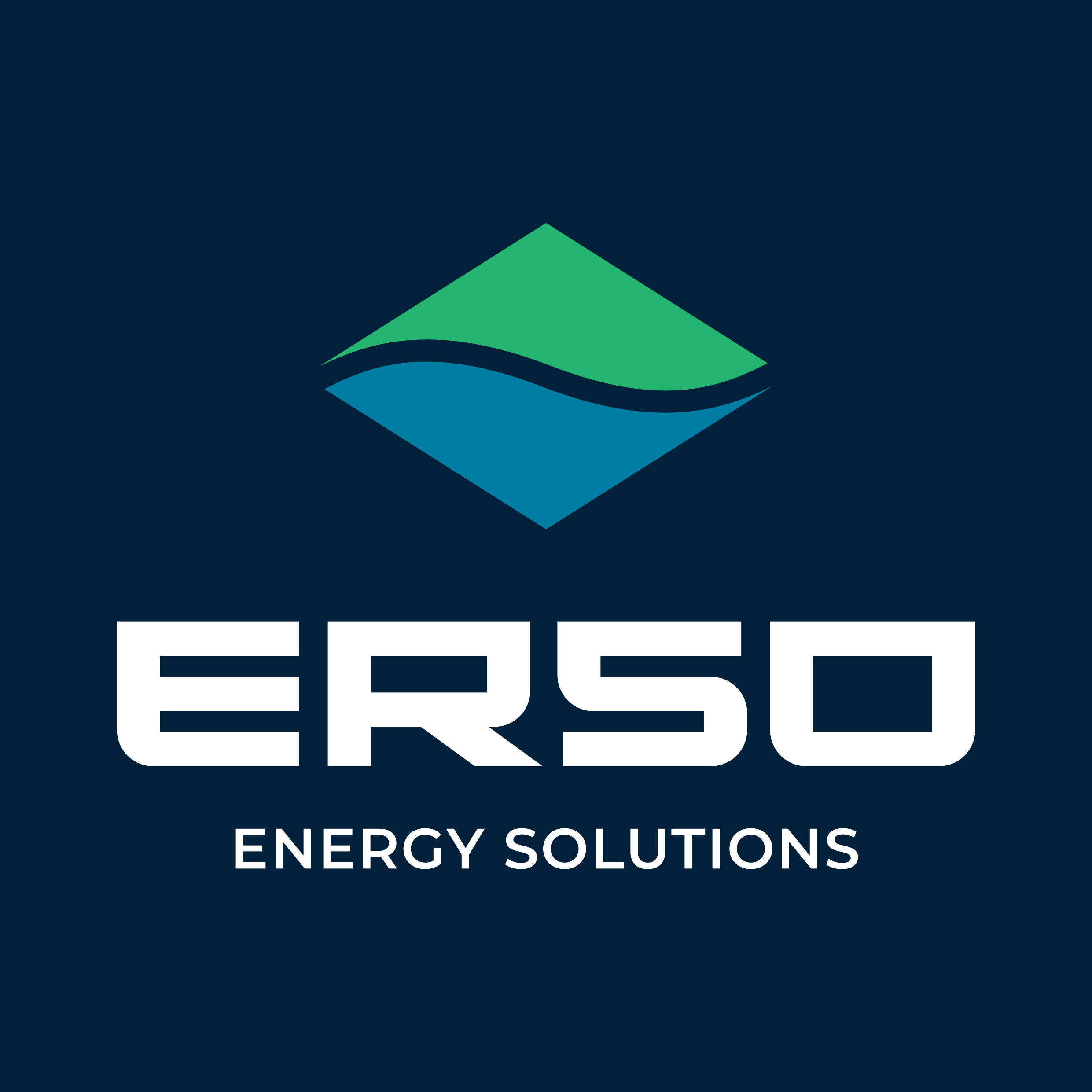
Логотип АО «Холдинг ERSO»

- 1993 год — На базе Московского НПО «Электрозавод» организовано Открытое акционерное общество Холдинговая компания «ЭЛЕКТРОЗАВОД».
- 2002 год — Освоение новых типов трансформаторного оборудования повышенной надёжности, создание Инжинирингового центра.
- 2008 год — Для Курской АЭС был изготовлен самый мощный — 630 МВА — из ранее выпускаемых в России трансформаторов — ТЦ-630000/330.
- 2009 год — Построен и введён в эксплуатацию Уфимский трансформаторный завод, вошедший в структуру АО «Электрозавод». Торжественный запуск осуществил Владимир Путин.
- 2020 год — Создан международный электротехнический холдинг ERSO Energy Solutions (АО «Холдинг ERSO»). Электрозавод и Уфимский трансформаторный завод стали производственными площадками холдинга. В декабре 2020 года владельцем 64% акций холдинга стало совместное предприятие Сбербанка и АФК «Система». В марте 2021 года СП довело свою долю владения до 94%[2].

8 февраля 2025 года в здании произошёл крупный пожар, которому был присвоен четвёртый уровень сложности из пяти. В спасении 90 человек участвовали более 60 пожарных и 16 единиц техники, ещё 120 человек эвакуировались. По факту случившегося было возбуждено уголовное дело по ст. 238 УК РФ (оказание услуг, не отвечающих требованиям безопасности).
В марте 2025 года начались работы по сносу зданий завода.

## Производство
Завод производил:
- трансформаторы на напряжения от 110 до 750 кВ мощностью до 630 МВА для работы в блоке с генераторами электростанций, в том числе и атомных;
- шунтирующие реакторы на 220—1150 кВ, в том числе управляемые, в однофазном и трёхфазном исполнениях;
- автотрансформаторы класса напряжения 220, 330, 500, 750 кВ для магистральных линий электропередач;
- комплектные распредустройства и трансформаторные подстанции 6-20 кВ, и другое усовершенствованное оборудование для нужд электростанций и сетевых предприятий.